# Lisa Batiashvili
Répertoire
Beethoven, Sibelius, Tsintsadze, Brahms, Magnus Lindberg...
Lisa Batiashvili (Elisabeth, en géorgien : ლიზა ბათიაშვილი), née en 1979 à Tbilissi, est une violoniste géorgienne.

## Biographie
Née d'un père violoniste et d'une mère pianiste, Lisa Batiashvili commence à étudier le violon avec son père à l'âge de quatre ans. En 1991, elle part vivre avec sa famille en Allemagne pour fuir la guerre civile qui sévit en Géorgie.
Elle poursuit ses études de violoniste à la Hochschule für Musik und Theater Hamburg avec Mark Lubotsky puis à la Musikhochschule de Munich auprès du professeur Ana Chumachenko.
Elle vit à Munich avec son mari François Leleux, hautboïste, et leurs enfants Anna-Victoria et Louis-Alexandre.

## Carrière
La musique de chambre occupe une place importante dans la carrière de Lisa Batiashvili. En 2005-2006, elle joue deux créations mondiales : un double concerto pour violon, hautbois et orchestre de chambre de Nicolas Bacri avec l'orchestre de chambre de Munich au vieil opéra de Francfort, et le concerto pour violon de Magnus Lindberg au Mostly Mozart de New York.
Elle est très remarquée à l'une des premières « New Generation Artists » parrainées par la BBC et participe ensuite régulièrement aux BBC Proms. Elle donne de nombreux concerts dans le monde entier où elle est appelée par des chefs tels que Vladimir Ashkenazy, Christoph Eschenbach, Lorin Maazel, Zubin Mehta, Simon Rattle, Christoph von Dohnányi et est régulièrement invitée pour jouer avec les plus prestigieux orchestres mondiaux.
Elle joue sur le Stradivarius Engleman de 1709 mis à sa disposition par la Nippon Music Foundation,.

## Récompenses
- 1995 : Second Prix du concours international de violon Jean Sibelius d'Helsinki
- 2003 : Prix Léonard Bernstein au Festival de musique du Schleswig-Holstein.

## Discographie
Batiashvili enregistre pour Sony Classical avant de rejoindre la Deutsche Grammophon en 2010 :
- 2001 - Brahms/Bach/Schubert: Works Fo EMI Classics ASIN : B00005B5P0 (Sony Classical)
- 2007 - Sibelius, Lindberg : Concerto Pour Violon, dir. Lisa Batiashvili. ASIN : B000SNUMFC (Sony Classical)
- 2008 - Beethoven : Concerto pour violon - Tsintsadze : Miniatures. ASIN : B001BWQW7Q (Sony Classical)
- 2011 - "Echoes of Time" Lisa Bathiashvili, Hélène Grimaud (piano). ASIN : B004AUUNVC (Deutsche Grammophon)
- 2013 - Johannes Brahms : Concerto pour violon et orchestre en ré majeur,  Clara Schumann : Trois romances pour violon et piano : Lisa Batiashvili et Alice Sara Ott (piano), dir. Christian Thielemann ASIN : B009ZOCLD6 (Deutsche Grammophon)
- 2014 - Bach : Lisa Batiashvili ASIN : B00KOEQT02 (Deutsche Grammophon)
- 2016 - Tchaikovsky, Sibelius : Violin Concerto Lisa Batiashvili, Orchestre d'État de Berlin, Daniel Barenboim ASIN : B01JQZ6T8Q (Deutsche Grammophon)
- 2018 - "Visions of Prokofiev" : Lisa Batiashvili, Yannick Nézet-Séguin, Chamber Orchestra of Europe ASIN : B07853QPKB (Deutsche Grammophon)
- 2020 - "City Lights" Lisa Bathiashvili, Nikoloz Rachveli, Katie Melua, Till Brönner, Miloš Karadaglić & Maximilian Hornung ASIN : (Deutsche Grammophon).

## Vidéographie
- Prélude du Parsifal de Wagner, Double Concerto et 4e Symphonie de Brahms. Philharmonique de Berlin, dir. Simon Rattle. Eurarts, ASIN: B00354XVI6,
- Europakonzert 2007 Parsifal (1882) (Preludio atto 1), Concerto per violino e cello op 102, Double Concer Sinfonia n.4 op 98 (1884-85) in mi. Philharmonique de Berlin dir. Simon Rattle, ASIN : B00FEI1YZI (ce DVD est l'enregistrement du concert européen de 2007. Il est donc différent du précédent)